# 双戛街道
双戛街道，是中华人民共和国贵州省六盤水市钟山区下辖的一个街道办事处。
2013年5月21日，贵州省人民政府批复同意将水城县双戛彝族乡整建制划归钟山区管辖。
2015年12月8日，贵州省人民政府批复同意撤销双戛彝族乡，设置双戛街道。

## 行政区划
双戛街道下辖以下地区：
落飞戛村、马戛村、中箐村、河沟村和底母落村。

## 交通
- 沪昆铁路、六盘水南环线：马嘎站